# باغتشة جيك
باغتشة جيك هي قرية في مقاطعة سلماس، إيران. يقدر عدد سكانها بـ 714 نسمة بحسب إحصاء 2016.